# Śledczy
Śledczy – polski dwumiesięcznik z grupy Focusa o charakterze reportersko-śledczym wydawany od lipca 2010 do listopada 2013 roku przez polską filię niemieckiego wydawnictwa Gruner+Jahr Polska.